# شهرستان گوملا
شهرستان گوملا (به انگلیسی: Gumla district) یک سکونتگاه مسکونی در هند است که در جارکند واقع شده‌است.

## خصوصیات
شهرستان گوملا ۵٬۳۲۷ کیلومترمربع مساحت و ۱٬۰۲۵٬۶۵۶ نفر جمعیت دارد.